# La Flèche
La Flèche ist eine französische Gemeinde mit 15.081 Einwohnern (Stand 1. Januar 2022) im Département Sarthe in der Region Pays de la Loire; sie ist Verwaltungssitz des Arrondissements La Flèche.

## Geografie
Die Stadt La Flèche liegt am Fluss Loir, auf halbem Weg zwischen den Großstädten Le Mans und Angers (jeweils 45 Kilometer Entfernung).

### Nachbargemeinden
| - Bazouges Cré sur Loir - Bousse - Clermont-Créans - Crosmières | - Mareil-sur-Loir - Villaines-sous-Malicorne - Thorée-les-Pins |

## Geschichte
La Flèche war im Mittelalter eine Gemeinde der Diözese Angers und in diesem Zusammenhang ein fester Bestandteil des Anjou, genauer des Haut-Anjou, das auch Maine angevin hieß. Ab 1343 beanspruchte der Staat durch eine Verordnung König Philipps IV. das Salzmonopol und führte eine Gabelle genannte Salzsteuer ein. Das Anjou gehörte zu den Ländern mit sogenannter großer Gabelle, was auch La Flèche betraf. Die Salzsteuer war besonders unbeliebt und ist neben der Taille ein Paradebeispiel für das ungerechte Steuersystem des ancien Régime, das als eine der wesentlichen Ursachen für den Ausbruch der Französischen Revolution gilt.
Unter Guillaume Fouquet de la Varenne, Seigneur von La Flèche, später auch von Sainte-Suzanne (Mayenne) und Angers, gewann die Stadt deutlich an Bedeutung. Sein Freund Heinrich IV., der seine Jugend in La Flèche verbracht hatte, gründete hier ein Kollegium und überantwortete es den Jesuiten. Das Kolleg entwickelte sich rasch und hatte 1625 bereits 1500 Schüler. Berühmte Männer wie Descartes und Prinz Eugen von Savoyen erhielten hier ihre Ausbildung. Nach Streitigkeiten mit dem Gouverneur um das Recht, im Stadtgraben zu angeln, wurden die Ordensbrüder jedoch 1762 vertrieben. Das Kollegium wurde 1764 in eine Kadettenanstalt umgewandelt, 1808 unter Napoleon in eine Militärakademie, die heute noch bestehende Prytanée national militaire von La Flèche.
Am 8. Dezember 1793 wurden bei La Flèche die Royalisten von den republikanischen Truppen geschlagen.
Bei der Gründung der französischen Départements, wurde 1790 der gesamte nordöstliche Teil des Anjou, einschließlich der Städte La Flèche, Le Lude sowie Château-du-Loir, an das neue Département Sarthe angegliedert. 1866 wurde die Kommune Sainte-Colombe eingemeindet, 1965 die Kommunen Saint-Germain-du-Val und Verron.
Das Rathaus der Stadt direkt am Fluss wurde 1994 um das einst Karmelitern überlassene Château des Carmes herum modernisiert. Das Schloss bildet jetzt den noblen Eingangsbau, während die dahinter befindlichen Nebengebäude aus Stahl und Glas die Verbindung zum jetzt öffentlichen Parc des Carmes herstellen.
| Bevölkerungsentwicklung | Bevölkerungsentwicklung | Bevölkerungsentwicklung | Bevölkerungsentwicklung | Bevölkerungsentwicklung | Bevölkerungsentwicklung | Bevölkerungsentwicklung | Bevölkerungsentwicklung | Bevölkerungsentwicklung |
| ----------------------- | ----------------------- | ----------------------- | ----------------------- | ----------------------- | ----------------------- | ----------------------- | ----------------------- | ----------------------- |
| Jahr                    | 1962                    | 1968                    | 1975                    | 1982                    | 1990                    | 1999                    | 2009                    | 2018                    |
| Einwohner               | 11.092                  | 13.768                  | 14.516                  | 14.752                  | 14.953                  | 15.241                  | 15.228                  | 14.902                  |

## Sehenswürdigkeiten

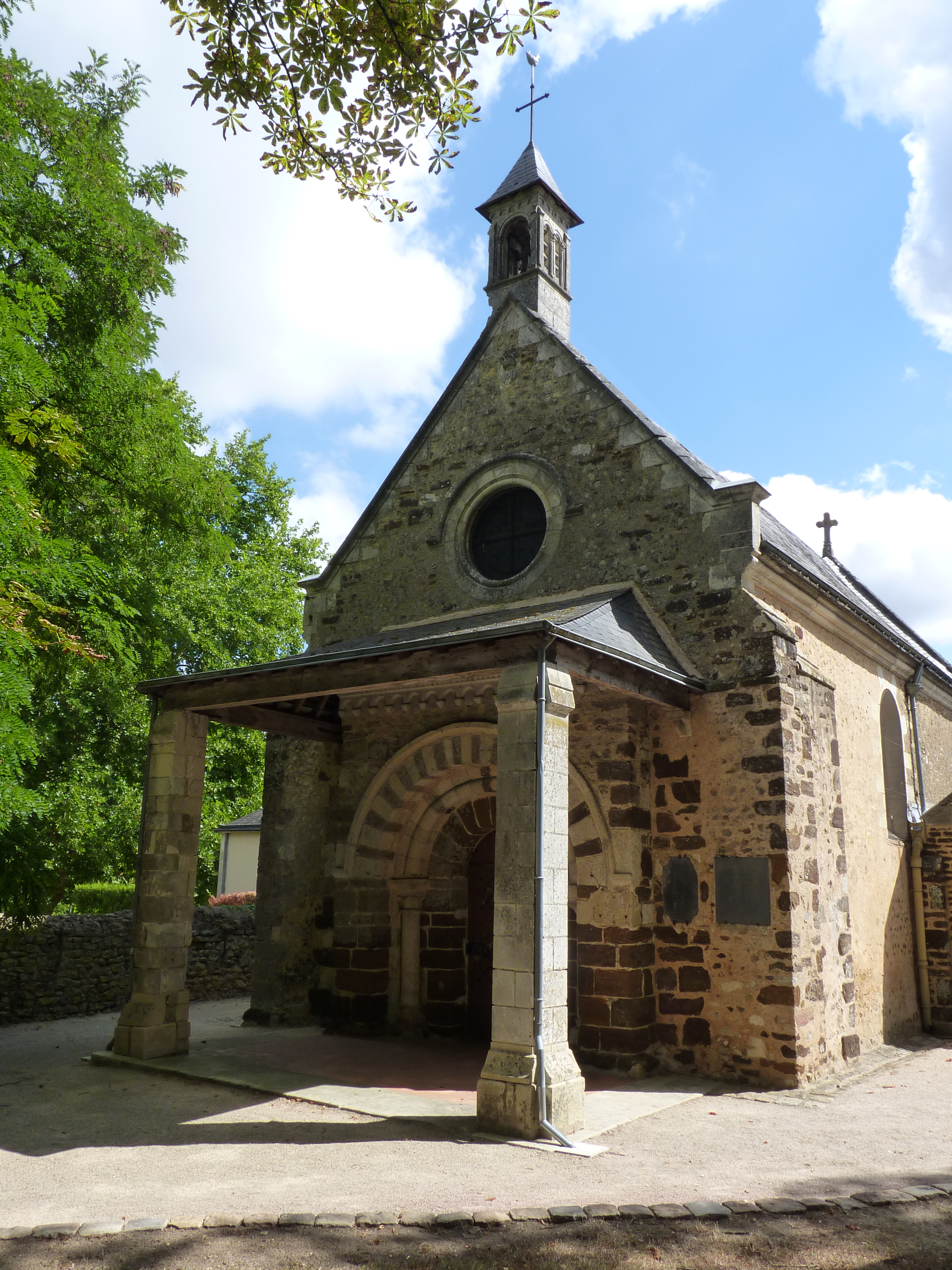
Kapelle Notre-Dame des Vertus

- Menhirgruppe Pierres de Mère et la Fille
- Kapelle Notre-Dame des Vertus, gallorömisch
- Die Prytanée national militaire, als Jesuitenkolleg 1603 von Heinrich IV. gegründet, heute Militärschule
- Zoo de La Flèche

## Städtepartnerschaften
- Obernkirchen, Deutschland
- Chippenham, England
- Złotów, Polen
- Saint-Lambert, Kanada
- Markala, Mali

## Persönlichkeiten
- Jean de Beaugency, erster Herr von La Flèche
- Lazare de Baïf (1496–1547), Humanist, Diplomat und Dichter
- Guillaume Fouquet de la Varenne (1560–1616), Offizier und Freund Heinrichs IV.
- René Descartes (1596–1650), Philosoph, besuchte das Jesuitenkolleg in La Flèche
- Jean Picard, genannt „Abbé Picard“ (1620–1682), Astronom und Priester
- David Hume (1711–1776), Philosoph, lebte von 1734 bis 1737 in La Flèche
- Marquis de Turbilly (1717–1776), Agronom
- René Lego (1764–1794), Diözesanpriester, Märtyrer, guillotiniert in Angers am 1. Januar 1794, seliggesprochen 1984
- Jean-Baptiste Lego (1766–1794), Diözesanpriester, Märtyrer, guillotiniert in Angers am 1. Januar 1794, seliggesprochen 1984
- Théophile Thoré (1807–1869), französischer Kunsthistoriker, Wiederentdecker von Jan Vermeer.
- Marie Pape-Carpantier (1815–1878), Gründerin der ersten „Écoles maternelles“
- Léo Delibes (1836–1891), Komponist
- Liane de Pougy (1869–1950), Tänzerin und Kurtisane der Belle Époque
- Charles Godefroy (1888–1958), Pilot, der durch seinen Flug durch den Arc de Triomphe berühmt wurde
- Paul Gauthier (1914–2002), Theologe
- Jacques Bouillaut (1924–2009), Naturforscher, Gründer des Zoos von La Flèche
- Alain Pellegrini (* 1946), Divisionsgeneral
- Michel Virlogeux (* 1946), Brückenbau-Ingenieur, z. B. Pont de Normandie, Viaduc de Millau
- Dominique Chauvelier (* 1956), Langstreckenläufer